# Alkalihalobacillus xiaoxiensis
Alkalihalobacillus xiaoxiensis es una bacteria grampositiva, ligeramente halófila, formadora de endosporas, anaeróbica facultativa, con forma de bastón y móvil del género Alkalihalobacillus que ha sido aislada del suelo forestal de la Reserva Natural Nacional Xiaoxi en China.